# Nandurbar
Nandurbar är en stad i västra Indien, och är belägen i den nordvästra delen av delstaten Maharashtra. Den är administrativ huvudort för distriktet Nandurbar och hade 111 037 invånare vid folkräkningen 2011.